# Niendorf/ Stecknitz
Niendorf/ Stecknitz é um município da Alemanha, distrito de Lauenburg, estado de Schleswig-Holstein.